# Simone Teich Alasia
Simone Teich Alasia (Budapest, 29 gennaio 1915 – Torino, 16 gennaio 2012) è stato un medico e partigiano italiano.
Specializzato in chirurgia plastica, contribuì alla nascita dell'Ospedale Traumatologico Ortopedico (CTO) e del primo Centro Grandi Ustionati di Torino. Fautore della nascita dell'Ospedale da campo di Richiardi, sito nel Comune di Groscavallo, nella Val Grande di Lanzo (TO), svolse la sua attività medica durante gli anni della seconda guerra mondiale. Per sfuggire alle leggi razziali, lavorò sotto il falso nome di Tullio Salvi.

## Biografia

### I primi anni
Simone Teich Alasia nacque a Budapest nel 1915, da una famiglia giudaica. A metà degli anni Trenta giunse a Torino con la volontà di compiere gli studi di medicina. Il 10 giugno 1940 sostenne l'ultimo esame alla Clinica medica "Le Molinette", lo stesso giorno in cui Benito Mussolini lanciò il proclama al popolo italiano con il quale sanciva l'entrata dell'Italia in guerra a fianco della Germania e contro l'Inghilterra e la Francia.

### Il carcere
Date le sue origini giudaiche, pochi giorni dopo l'inizio della guerra, il 18 giugno 1940, fu arrestato da due agenti di sicurezza e condotto alle Carceri Nuove di Torino, affrontando l'arresto con fierezza, come lui stesso riporta:
(Simone Teich Alasia, Un medico della Resistenza, p.6)
Il 17 luglio dello stesso anno fu trasferito insieme ad altri detenuti politici, al castello di Montechiarugolo di Parma, una fortezza del XIII secolo che divenne campo di internamento ufficialmente operativo nel giugno del 1940 ad opera del Ministero dell'Interno. Le persone internate al castello erano prigionieri di guerra, perché cittadini di paesi nemici alla Germania, oltre che in gran parte ebrei stranieri o italiani, tutti di elevato livello intellettuale. I primi anni di detenzione ebbe come compagno di cella il celebre regista teatrale Max Reinhardt. Verso la metà dell'ottobre del 1940 fu trasferito nel campo di internamento a Civitella del Tronto, un paese nei pressi del Gran Sasso. Il campo era dislocato in due sedi: il primo nel convento francescano di Santa Maria dei Lumi, in cui furono radunati professionisti e altri uomini di cultura, e un secondo nell'ospizio “Filippo Alessandrini” riservato agli internati di umili condizioni. In quest'ultimo dovette trascorrere un breve periodo, durante il quale apprezzò moltissimo la convivenza con i frati, che permettevano ai detenuti di ascoltare Radio Londra, all'epoca proibita e molto discussa. Al campo di Civitella era consentito ad alcuni detenuti di svolgere, seppur limitatamente, lavori legati alla loro professione, così ebbe modo di prestare cure ai malati dell'ambulatorio del Comune.

### Gli anni all'Ospedale San Vito
Nel gennaio del 1941 gli furono concessi dal Ministero dell'Interno tre mesi di licenza per sostenere l'esame di stato, iniziò dunque il tirocinio ospedaliero all'Università di Perugia fino al superamento dell'esame e all'abilitazione all'esercizio della professione di medico chirurgo. Rientrato a Torino ottenne ulteriori sei mesi di licenza per espletare il tirocinio ospedaliero. Così ebbe modo di riprendere il lavoro all'Ospedale San Vito di Torino, dove rimase fino al 1944, in qualità di assistente chirurgo del primario Bernardo Anglesio, il quale gli concesse la possibilità di eseguire piccoli interventi e gli affidò numerosi consulti medici presso la clientela privata. 
Nel luglio e nell'agosto del 1941 sostituì il medico condotto di Usseglio nelle Valli di Lanzo, nonostante le nuove leggi razziali gli impedissero l'iscrizione all'Ordine dei Medici e il conseguente esercizio della professione. Questi mesi furono essenziali per la sua formazione professionale, poiché lo esposero ai rischi e alle responsabilità di cui il medico si fa carico e imparò a relazionarsi in modo cordiale e confidenziale con i pazienti.

### L'attività di partigiano nelle Valli di Lanzo
Nel maggio 1944 fu costretto ad abbandonare la sua attività di medico all'Ospedale di Torino a causa delle sempre crescenti difficoltà a sottrarsi ai controlli delle SS. Alla proposta di espatriare in Svizzera, decise di raggiungere le formazioni partigiane della II Divisione Garibaldi, in cui rimase fino alla Liberazione nell'aprile del 1945, raggiungendo il Comando della Val Grande a Pialpetta, nel Comune di Groscavallo (TO).

### L'ospedale a Richiardi
Il primo compito affidatogli, una volta giunto presso il comando della Val Grande, fu quello di organizzare nel minor tempo possibile una struttura di rapido intervento per gli eventuali feriti. L'unico luogo che poteva prestarsi a struttura sanitaria di primo intervento era una scuola elementare sita in località Richiardi (TO), non lontano da Pialpetta. Dall'ex caserma della Guardia di Frontiera a Forno Alpi Graie, riuscì a recuperare delle brande e trasportate nella scuola, organizzò ben cinque camere per gli eventuali ricoveri. A causa della totale assenza di materiale per il pronto soccorso, fece appello tramite il segretario comunale alla popolazione locale, la quale prontamente rispose donando una grande quantità di cuscini, materassi, biancheria, oltre che ad un quantitativo non indifferente di materiale per la disinfezione e per le medicazioni. Un anziano dentista del luogo diede in dono i propri ferri chirurgici, maschere per narcosi ed una sterilizzatrice. Furono donati altri oggetti indispensabili per l'organizzazione di una piccola camera operatoria. In un solo giorno, grazie alla generosità e prontezza della popolazione, riuscì a creare non solo un attrezzato pronto soccorso, ma addirittura un ospedale da campo capace di provvedere ai trattamenti chirurgici e ai ricoveri dei feriti più gravi.

## L'attività di medico

### Il soccorso ai feriti
Il 26 giugno 1944 fu eseguito un attacco delle forze partigiane di Valle di Viù, Val d'Ala e Val Grande, contro l'insediamento dei fascisti e nazisti a Lanzo. Il primo ferito che giunse era un giovane che si era lanciato con una bomba a mano contro un carro armato ed era rimasto ferito gravemente da una scheggia di granata. Dopo il ricovero egli notò che la ferita nella parte posteriore della testa era aggravata dalla presenza di una scheggia di granata oltre che dall'infossamento di un frammento dell'osso craniale. Dopo quarantott'ore dal ricovero, durante le quali furono eseguite solo medicazioni superficiali, il paziente mostrava evidenti segni di meningite. Simone Teich Alasia si decise a chiedere un consulto a un illustre clinico dell'Università di Torino, il quale seppur rinunciando ad intervenire chirurgicamente sul malato, mostrò grande orgoglio nell'opera di Teich scrivendo in una lettera inviatagli:
(Simone Teich Alasia, Un medico della Resistenza, p.71)

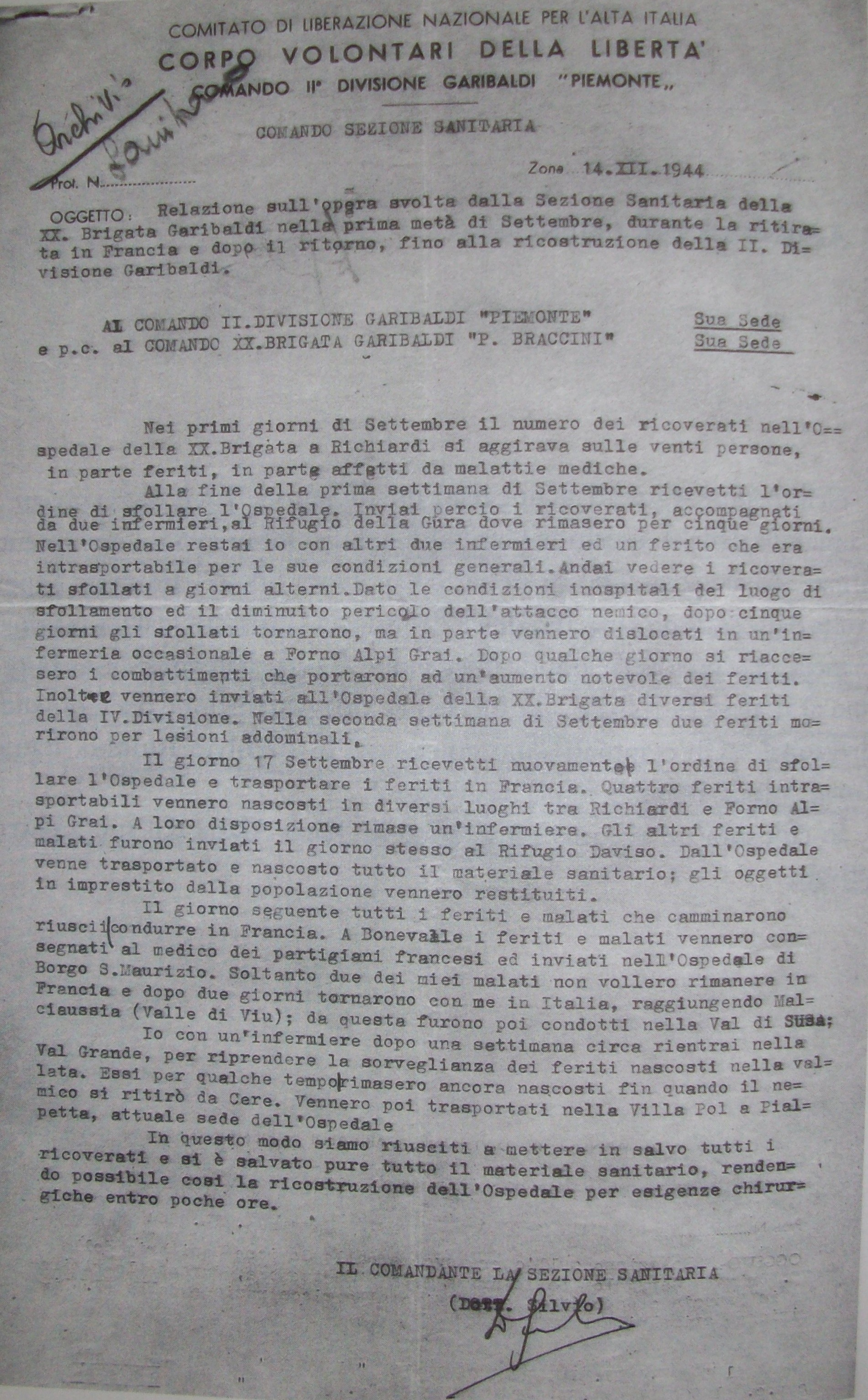
Relazione di Simone Teich Alasia inviate al Comando della II Divisione Garibaldi nel dicembre 1944. Il documento è firmato con il suo nome di battaglia "Dott. Silvio"

Seppure in contrasto con il parere del collega, decise di intervenire adibendo una camera operatoria e con l'utilizzo di uno strumento per narcosi riuscì ad asportare la scheggia di granata e ad installare un drenaggio nella zona infetta. Le medicazioni compiute, anche senza l'ausilio di antibiotici o sulfamidici, consentirono al paziente una rapida ripresa.
L'ospedale da campo nell'arco di pochi mesi ospitò feriti con gravi lesioni provocate da proiettili o dallo scoppio di bombe a mano, che furono prontamente medicati. Qui riuscì a compiere interventi importanti, normalmente eseguiti in sale operatorie ben attrezzate; come il caso di un carabiniere che presentava gravi lesioni intestinali causate da un proiettile. Egli intervenne nell'estrarre il proiettile, aprendo l'addome e chiudendo le lesioni intestinali, con i pochi strumenti e mezzi a disposizione.
Nel settembre 1944 gli fu ordinato dal Comando della II Divisione Garibaldi di raggiungere la cittadina di Lanslebourg-Mont-Cenis e di trasferire i feriti in Francia. Dovette dunque intraprendere il viaggio, ma in breve tempo tornò a Pialpetta per assistere i feriti che esigevano delle cure. Nel corso dei primi mesi del 1945, riuscì a trasferire all'Ospedale San Vito molti dei suoi pazienti che necessitavano di interventi più appropriati, grazie soprattutto alla collaborazione della sua compagna, Annita Melasi, che gli procurò moduli e certificati dell'ospedale per gli infortunati sul lavoro.
Gli ultimi mesi di guerra, si trasferì a Forno Canavese, al cui Comando di zona conobbe il famoso storico e critico musicale Massimo Mila e il partigiano Nicola Grosa.

### L'impegno sociale
Dopo la guerra decise di specializzarsi in chirurgia estetica all'Università di Torino e a Londra, abbracciando così quel campo della medicina indirizzata a rendere migliore la vita di molte persone con malformazioni dalla nascita o per conseguenza di incidenti o di malattie tumorali. Contribuì alla nascita del Centro Traumatologico Ortopedico (CTO) di Torino, mentre il particolare interesse per le ustioni lo spinse a fondare il primo Centro Grandi Ustionati di Torino nel 1967, in cui furono applicate per la prima volta in Italia metodologie innovative per la cura degli ustionati.
Nel 1985, diventato primario emerito, continuò l'attività di ricerca e nel 1983 fondò la Fondazione piemontese per gli studi e le ricerche sulle ustioni. Negli anni di attività la Fondazione ha finanziato ottantacinque progetti di ricerca, sfociati in centosessanta pubblicazioni su importanti riviste scientifiche internazionali. Nel 1999 si impegnò nella realizzazione della Banca della cute, all'interno del Centro Grandi Ustionati di Torino, dove nel 2000 è stato anche eseguito il primo trapianto italiano di pelle congelata. Simone Teich Alasia morì il 17 gennaio 2012 all'età di novantasei anni a seguito di una crisi respiratoria.

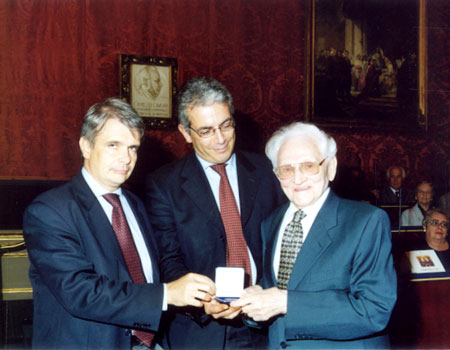
Consegna del Sigillo Civico da parte della Città di Torino al prof. Simone Teich Alasia

## L'umanità degli italiani
Nella propria testimonianza di guerra Simone Teich Alasia non manca di sottolineare il grande senso di solidarietà umana del popolo italiano. Lui stesso ricorda:
(Simone Teich Alasia, Un medico della Resistenza, p.19-20)

## Premi e onorificenze
Come premio dell'impegno civile come partigiano e per il contributo alla ricerca scientifica e per l'impegno sociale presso l'Ospedale Traumatologico di Torino, il 25 maggio 2005 gli fu conferito il Sigillo Civico dalla Città di Torino.